# Содружество граждан мира
Содружество граждан мира (англ. Commonwealth of World Citizens), позже названное «Мондивитанская Республика»,  эсп. Mondcivitana Respubliko) было основано в 1956 году Хью Шонфилдом, соратником Герберта Уэллса. Организация описывает себя как нацию-слугу.

## Цели
Хью Шонфилд был библеистом, который позже стал наиболее известен благодаря своей книге «Пасхальный заговор» (Passover Plot). Шонфилд впервые почувствовал необходимость в создании организации для служения человечеству в целом в 1938 году.
С 1938 по 1950 год Шонфилд исследовал различные аспекты проекта, включая вопросы международного права и предложил создать группу деятелей из разных стран, которые будут вступать в контакты с правительствами других стран, без того, чтобы эта организация сама владела какой-либо территорией. Когда была создана Организация Объединенных Наций, Шонфилд написал Генеральному секретарю и всем государствам-участникам устава о своем желании сформировать свою Мондивитанскую Республику. 
Летом 1951 года в Париже прошла Генеральная ассамблея членов новой организации. Был создан Секретариат в Лондоне. К 1952 году организация имела представителей в 14 странах, к 1954 году — в 25 странах, а к 1955 году — в 30 странах. Вторая Генеральная ассамблея Содружества в 1953 году учредила комиссию для разработки конституции. После внесения поправок на третьей Генеральной ассамблее в 1955 году временная конституция организации была одобрена для принятия. В том же году Содружество начало гуманитарную деятельность созданием World Service Trust как специализированного агентства в рамках организации.
Каресс Кросби (Caresse Crosby) объединила свою группу с Содружеством граждан мира.

## Идеалы
Организация возникла из потребности, ощущаемой ее членами во всем мире, дать выражение идее фундаментального единства человеческого рода путем развития общего образа жизни и управления, что могло бы стать подготовкой для сотрудничества, охватывающего все народы. 
Организация должна была состоять из своих членов, независимо от цвета кожи или этнического происхождения. В своем политическом выражении Содружество было свободной и самоуправляемой организацией.
Новая организация стремилась к созданию мирового единства и человеческого братства посредством международного примирения и разрешения международных проблем и конфликтов. Сотрудничество требовало от членов лояльности выше, чем к любому государству, полной преданности принципам и целям новой нации, но на начальном этапе без утраты государственного гражданства. Для членов личное гражданство должно быть вторичным по отношению к членству в организации. Ожидалось, что член будет в первую очередь заниматься делами и политикой организации. Участие в войне, агрессии или угнетении строго запрещено, и член должен был быть готов понести наказание за нарушение этого принципа. Ожидалось, что все члены будут жить и соблюдать набор из семи принципов: 
- Никто не враг;
- Никто не иностранец;
- Служение всем;
- Полная беспристрастность;
- Работа ради мира;
- Истинная демократия;
- Равенство и справедливость.

## Республика
В 1956 году, имея членов в 33 странах, было решено, что Мондивитанская Республика должна быть провозглашена де-факто и что все государства должны быть уведомлены и снабжены копией конституции. Учредительное собрание членов организации было созвано в Храме Мира (Temple of Peace) в Кардиффе, штаб-квартире Ассоциации содействия ООН в Уэльсе.  Устав организации был принят 29 августа, и над зданием был поднят флаг организации. Совет был избран, чтобы подготовить почву для парламентского правления. 
В 1958 году были проведены демократические выборы для избрания депутатов в первый парламент, созванный в Вене в мае 1959 года. До этого времени организация использовала название «Содружество граждан мира», от которого отказались в пользу «Мондивитанской Республики». Хью Шонфилд, инициатор, был избран исполняющим обязанности президента, и организация выбрала исполнительный комитет, возглавляемый молодым членом Дональдом Хэнби в качестве премьер-министра. В 1963 году организация созвала второй парламент на пять лет. В соответствии с конституцией от имени Верховного совета избирался президиум из пяти человек, каждый член которого по очереди занимал пост президента в течение одного года. В порядке президентства были избраны Фрида Бэкон, Хусто Приесто, Нгуен-Хуу, Энтони Брук и Хью Дж. Шонфилд, последний из которых вступил в должность в конце августа 1967 года. Пост премьер-министра заменили в соответствии с конституцией на пост генерального комиссара, и на этот пост был избран Дональд Хэнби.
В это время Международная арбитражная лига, основанная в начале 20 века лауреатом Нобелевской премии мира сэром Уильямом Рэндалом Кримером, приняла решение продолжить свою деятельность в качестве Мондивитанской Республики, и обе организации объединились. Создание Всемирного траста служения (World Service Trust) позволило сформировать жилищное агентство Cremer Housing Association, которое позже предоставило организации новые помещения. В 1971 году действие временной конституции было приостановлено для разработки окончательной конституции. Был назначен исполнительный совет, отвечавший за работу организации в переходный период. Предполагалось, что полная конституция и самоуправление могут быть достигнуты к 1975 году, но этого не произошло. 

## Проекты
В 1972 году книга Хью Шонфилда «Политика Бога» (The Politics of God) о фундаментальных идеях организации была опубликована и вызвала большой интерес, особенно потому, что ей предшествовал бестселлер Шонфилда «Пасхальный заговор» (The Passover Plot) о новом представлении мессианства.
В качестве эксперимента организация начала проект общественной школы. Он был призван обеспечить жизнеспособную альтернативу преобладающим образовательным концепциям с основной целью дать каждому ребенку свободу, опыт, ресурсы и любовь. Школа поддерживалась за счет пожертвований членов и не взимала никаких сборов. Многие из детей были «проблемными» из района, где располагалась школа, и продолжали вести активную жизнь. 

## Всемирный траст служения
Всемирный траст служения (World Service Trust) был основан в 1955 году как специальное агентство организации с целью оказания помощи людям и странам в условиях бедности, голода, болезней и эпидемий, а также стихийных бедствий. В 1990 году Траст был переименован в «Траст служения Хью и Хелен Шонфилд» (The Hugh and Helene Schonfield World Service Trust). Шонфилды внесли в него финансовый вклад. После 1980-х годов организация пришла в упадок. Ее архивы хранятся в Институте Бишопсгейт (Bishopsgate Institute) в Лондоне, а деятельность переместилась в Германию под покровительством Вильгельма Галлера (Wilhelm Haller). Инициатива продолжилась в 2004 году с основания «Международного общества лидерства и бизнеса» (International Leadership and Business Society, призванного поощрять применение оригинальных принципов Мондивитанской Республики в бизнесе и повседневной жизни. Траст служения Хью и Хелен Шонфилд продолжал работать, в частности, отвечая за архивирование и публикацию работ покойного Хью Шонфилда, за исследование концепций мессианства, гуманизма и нации-слуги, а также методов их практической реализации. 
В 2014 году началось возрождение движения в попытке найти современную интерпретацию и привело к созданию страницы движения в Facebook.